# Văleni (gmina Străoane)
Văleni – wieś w Rumunii, w okręgu Vrancea, w gminie Străoane. W 2011 roku liczyła 56
mieszkańców